# Ceraptroceroideus idahoensis
Ceraptroceroideus idahoensis is een vliesvleugelig insect uit de familie Encyrtidae. De wetenschappelijke naam is voor het eerst geldig gepubliceerd in 1979 door Trjapitzin & Gordh.